# Distillerie de Biercée
La Distillerie de Biercée est une distillerie  d'eaux-de-vie de fruits située à Ragnies dans la commune de Thuin en province du Hainaut (Belgique). En outre, elle produit l'Eau de Villée.

## Historique
La distillerie de Biercée est fondée en 1946 dans le petit village hennuyer de Biercée. Après 58 années passées à Biercée, elle déménage en 2004 dans les vastes bâtiments de caractère de la ferme de la Cour à Ragnies, village voisin de la commune de Thuin faisant partie des plus beaux villages de Wallonie. La ferme de la Cour bâtie en pierre calcaire du pays dépendait autrefois de l'abbaye de Lobbes. 

## Produits
Parmi les produits distillés dans l'entreprise, on peut citer :
- L'Eau de Villée